# 小說神髓
小說神髓（日语：／），日本評論家坪內逍遙的長篇論文，發表於1885年—1886年，由松林堂刊印，分上下兩卷，上卷論述文學的原理，下卷敘述小說的技術，主張「小說的主腦在表達人情和世態風俗」，又說「小說的主要特徵在於傳奇性，在於對社會風俗的描寫，對人生事件的展開。」此書揭開日本近代文學史序幕，引用了西方近代小說發展之理論與精神。坪內為了實踐自己的主張而創作的長篇小說《當世書生氣質》、《細君》。二葉亭四迷的《小說總論》呼應坪內逍遙的看法，他的作品《浮雲》實踐了《小說神髓》的寫實精神，而尾崎紅葉的「硯友社」則居於當時寫實主義之顯學地位。一些新進日本作家如國木田獨步、田山花袋、夏目漱石、森鷗外、芥川龍之介、橫光利一、太宰治等人開始投入新小說的創作。小說（novel）一詞在日本普遍使用，乃自坪內逍遙開始提倡，「長篇小說」（novel）、「短篇小說」（short story）、「私小說」（I novel）等語常見於日本書報，於清末傳至中國。